# Las Niñas de Oro (documental)
Las Niñas de Oro es un documental dirigido por Carlos Beltrán que narra en primera persona la historia del conjunto español de gimnasia rítmica que fue medalla de oro en los Juegos Olímpicos de Atlanta 1996 (Marta Baldó, Nuria Cabanillas, Estela Giménez, Lorena Guréndez, Tania Lamarca y Estíbaliz Martínez) y la gimnasta suplente de aquel equipo, Maider Esparza, no convocada en Atlanta pero sí a las competiciones precedentes. Fue grabado en agosto de 2006 durante tres días en el reencuentro de las siete componentes del equipo en Ávila con motivo del décimo aniversario de la consecución de la medalla de oro olímpica. Se estrenó a través de YouTube en diciembre de 2013 dividido en cinco partes; la primera, subida el día 9 y la última el 26.
El nombre del documental se debe a que el conjunto español fue bautizado por algunos medios como las Niñas de Oro tras los Juegos Olímpicos. El 26 de mayo de 2022 se proyectó por primera vez en pantalla grande, enmarcado en el ciclo de cine social del Festival de Cine de Alicante.

## Sinopsis
El documental narra, a través de entrevistas a las gimnastas, el antes, el durante y el después de la medalla de oro de Atlanta. No hay ningún tipo de locutor omnisciente o voz en off; la sucesión de acontecimientos es contada por cada una componente del conjunto. Se muestran videos y fotografías de entrenamientos y competiciones del equipo, cedidos por las gimnastas. 
Cada Niña de Oro relata su experiencia: sus inicios, la convivencia en el chalet de Canillejas con el resto del equipo nacional, los duros entrenamientos de 8 horas diarias, las estrictas dietas, sus triunfos deportivos (la medalla de oro en los Juegos Olímpicos de Atlanta 1996), el recibimiento convertidas ya en campeonas olímpicas, y su vida tras retirarse de la competición. Todas coinciden en señalar el desequilibrio entre el esfuerzo y sacrificio al que se entregaron durante tantos años representando al país, y lo que obtuvieron a cambio, aunque destacan que sí compensa a nivel personal debido en parte a todos los valores adquiridos durante su práctica. Critican el abandono y olvido que vivieron por parte de la Real Federación Española de Gimnasia y las instituciones una vez retiradas, no recibieron ninguna orientación ni ayuda en su adaptación cuando dejaron la concentración de la selección nacional, todas en torno a los 18 años. Mencionan los impagos de la Federación a los que se enfrentaron, entre ellos el premio federativo acordado en caso de que obtuvieran la medalla de oro olímpica, el cual no era reconocido por la Federación en un principio, y dinero de la gira de exhibiciones de 1996, becas, contratos de imagen y diferentes torneos. Dicha deuda no fue saldada hasta varios años después tras la intervención de abogados.
Respecto a su estructura, el documental está dividido en siete secciones diferentes que siguen un orden cronológico: rutina, algo que perder, de individual a conjunto, Atlanta, volver a casa, ¿cuánto vale una medalla de oro? y Una sociedad que olvida a sus genios está condenada al fracaso. Además, entre ellas se intercala el testimonio de cada gimnasta sobre su vida después de la retirada.

## Rodaje

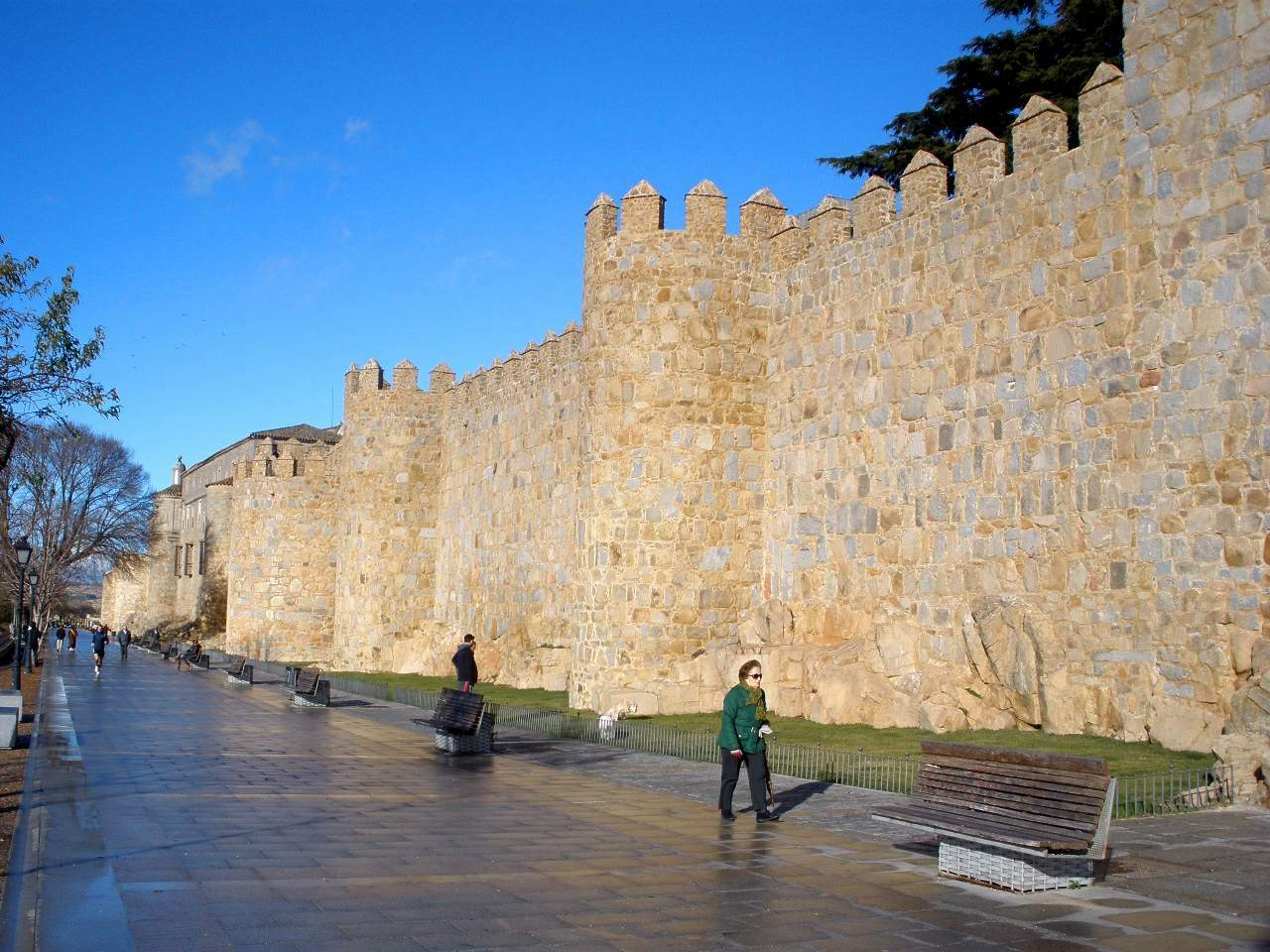
Muralla de Ávila desde el Paseo del Rastro, uno de los lugares donde se rodó el documental.

La idea del documental surgió de Carlos Beltrán. Debido a su amistad con Estela Giménez, con quien había trabajado en los programas de televisión Escuela del deporte y Esport divertit, pudo conocer detalles de su experiencia como miembro del conjunto español de gimnasia rítmica que le animaron a desarrollar una producción audiovisual sobre la historia del equipo.
Junto a su productora, Klifas dreams, aprovecharon que en agosto de 2006 se celebraba el décimo aniversario de la consecución del oro olímpico en Atlanta, decidió organizar un reencuentro de las siete integrantes del conjunto de 1996 para que ellas narrasen su historia y cómo lograron aquel hito. La reunión y el rodaje se llevó a cabo gracias a ahorros personales y la colaboración de amistades, ya que no se encontró apoyo por parte de grandes productoras o canales de televisión. El encuentro tuvo lugar en la ciudad de Ávila durante tres días, en los que las gimnastas fueron grabadas en entrevistas realizadas en el Fontecruz Ávila Golf Hotel, durante una llamada telefónica a Emilia Boneva, en una proyección de la final olímpica, o visitando la feria de artesanía en el Paseo del Rastro y otros lugares abulenses. Según Beltrán, la idea que tenían era realizar preguntas similares a cada una para usar las coincidencias y discrepancias como un recurso en la sala de montaje.
Medios locales de televisión, prensa y radio cubrieron el reencuentro de las Niñas de Oro y el rodaje del documental.

## Estreno y recepción

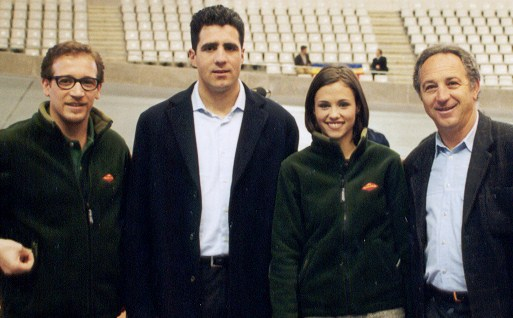
Carlos Beltrán (izquierda) y Estela Giménez junto a los también deportistas Miguel Induráin y Paquito Fernández Ochoa en una grabación de Escuela del deporte en 2000.

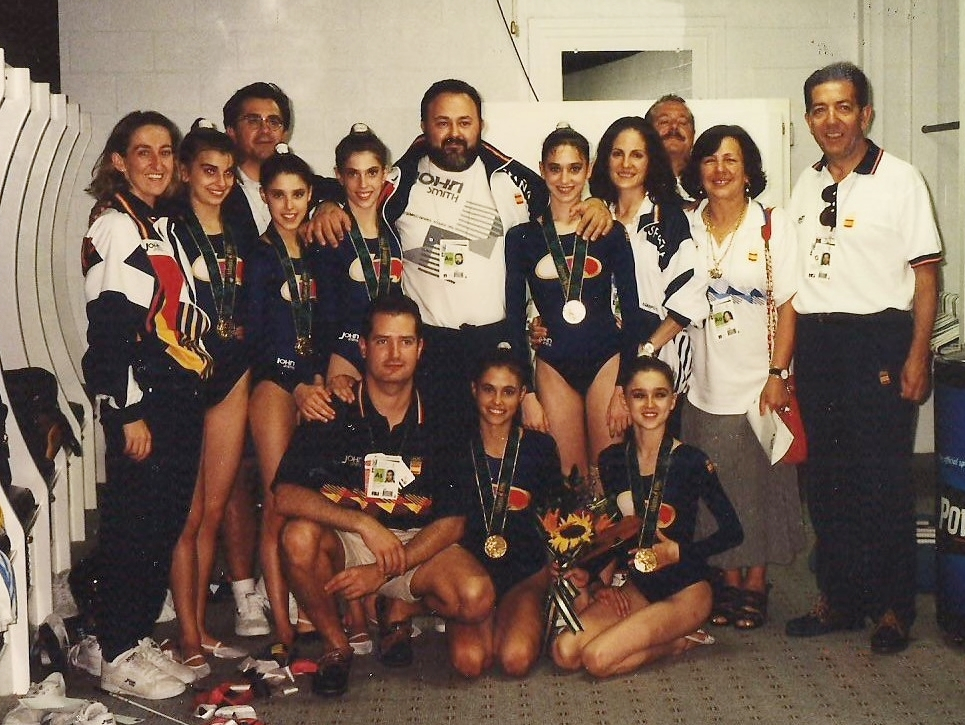
El conjunto español tras lograr el oro en Atlanta '96.

Las Niñas de Oro acabó de montarse en 2007 con 54 minutos. En un primer momento, las únicas ajenas a la producción que pudieron ver el documental fueron Estela Giménez y Lorena Guréndez. Aunque el objetivo era estrenarlo ese año, la falta de interés de diferentes festivales y programas televisivos retrasó el estreno. Al respecto de esta demora, Beltrán señaló algunos motivos:

«Hay dos razones. Una, la duración [...] Largo para lo específico del tema y de difícil encaje en parrillas de televisiones generalistas. Y la otra, es polémico: las pocas cadenas con temática deportiva no se lanzaban a dejar en evidencia determinadas políticas de nuestro país. Cuando recibimos varias negativas con estas justificaciones lo dejamos, a la espera de encontrar otro modo de darle difusión».

El 7 de diciembre de 2013, Beltrán anunció a través de Twitter que el documental estaría disponible en Internet y que este se subiría en partes, más tarde se incluiría la opción de subtítulos en inglés. El 9 de diciembre se estrenó la primera parte en el canal de YouTube de CDP, productora en la que trabaja Carlos. Las cinco entregas del documental fueron subidas una vez que cada video obtenía un número de visitas. El 26 fue estrenada la última.
Un mes después del estreno, las cinco partes de Las Niñas de Oro acumulaban un total de más de 32.000 reproducciones en YouTube. Tres años después contaba con cerca de 128.000 visitas. Respecto a la acogida del documental, Beltrán se manifestaba así en una entrevista en diciembre de 2013: 

«Es impresionante el tirón que tiene esta historia y la de gente que las quiere. Estas mujeres y Emilia Boneva escribieron una de las más hermosas historias del deporte de nuestro país. Con todos los componentes de la élite y la épica y con todos los de la amistad en edad infantil. El desdén con el que nuestro sistema relega al olvido a estas chicas es algo que tendrá que revisarse pronto, porque no hay ningún derecho».

## Reparto

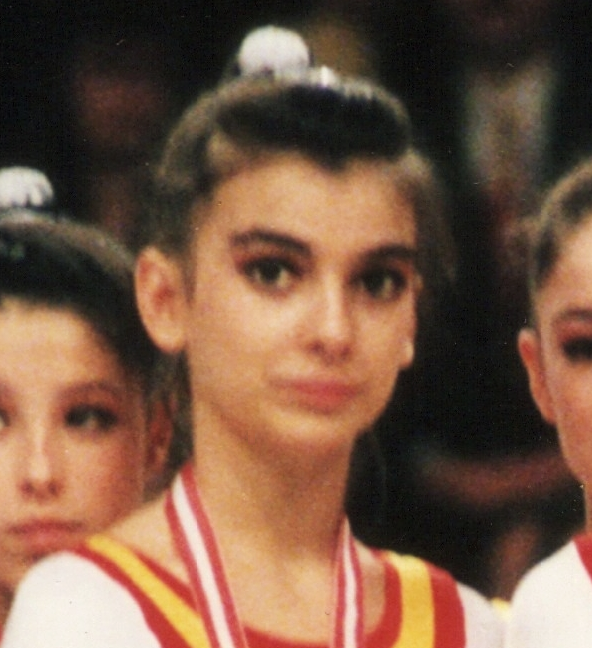
Marta Baldó
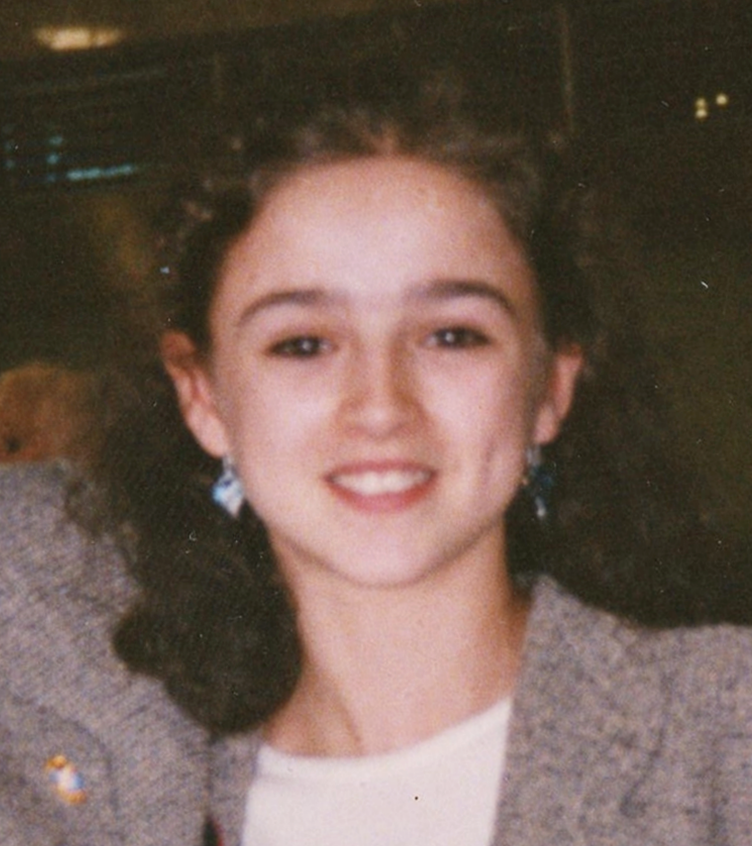
Nuria Cabanillas
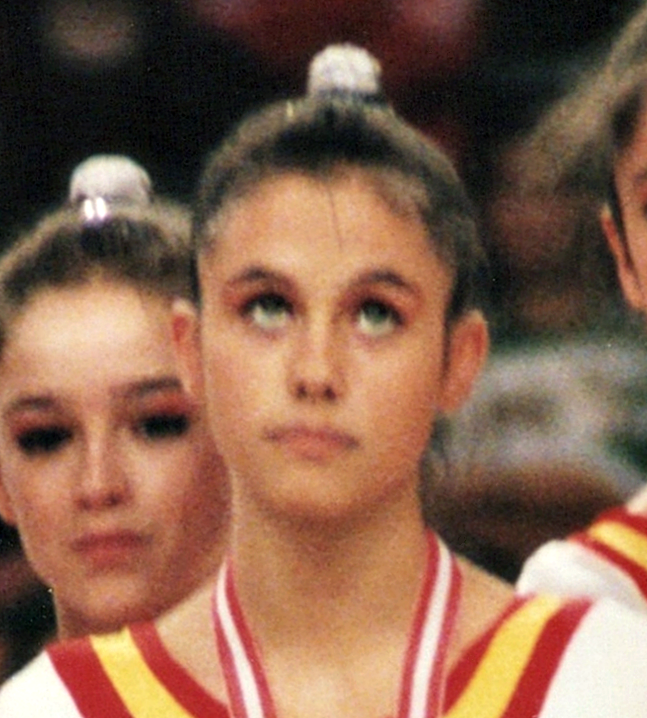
Estela Giménez
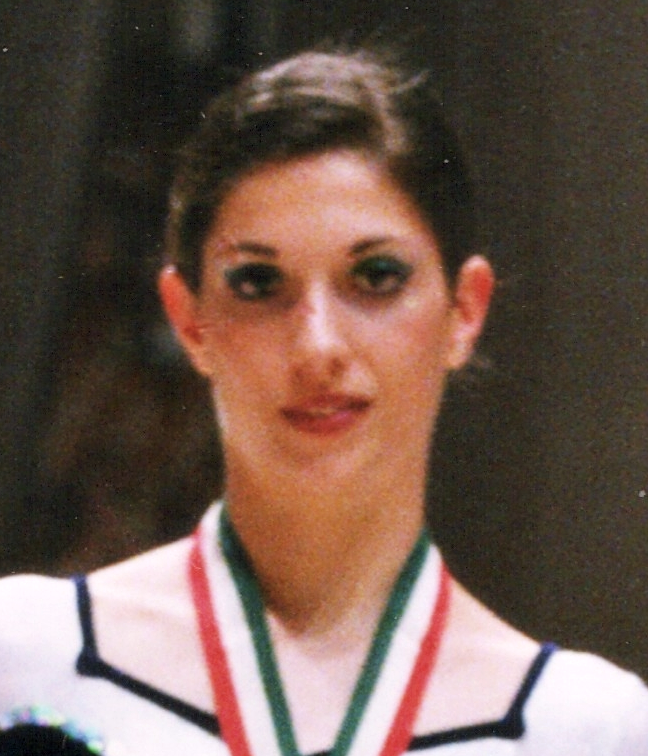
Lorena Guréndez
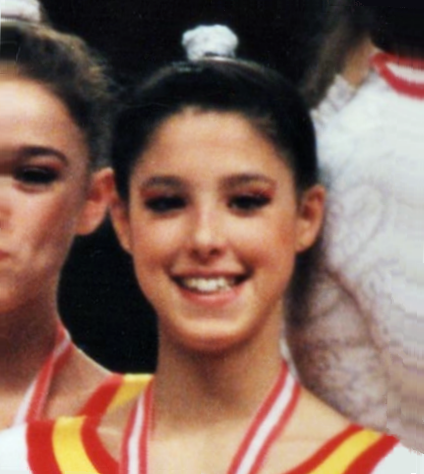
Tania Lamarca
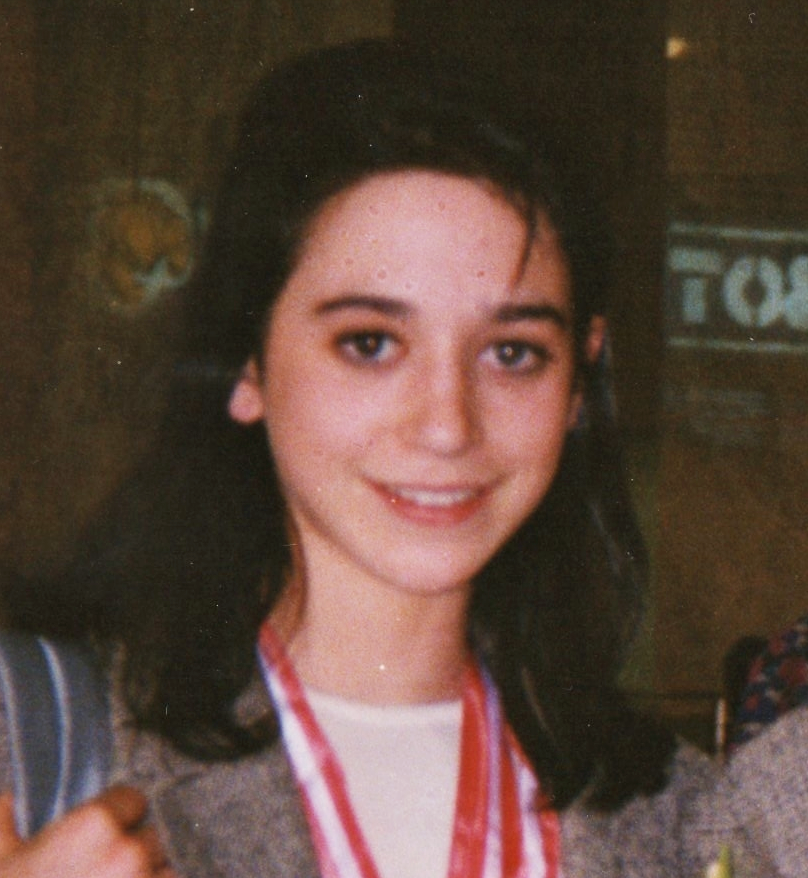
Estíbaliz Martínez
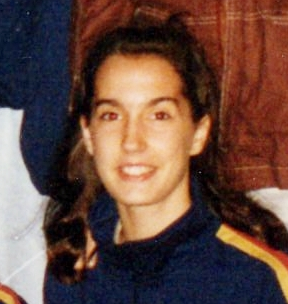
Maider Esparza

## Equipo técnico
- Dirección: Carlos Beltrán
- Producción: Teresa Blázquez y Luis Palomo
- Guion: Carlos Beltrán
- Música: Rodrigo Pérez
- Edición: Luis Palomo y Ángel Rico
- Edición de sonido: Alquimia Studios
- Cámaras: Manuel Bollaín, Raúl Fernández y Carlos Beltrán
- Productoras: Klifas dreams y Contraluz